# Ciclul solar 13

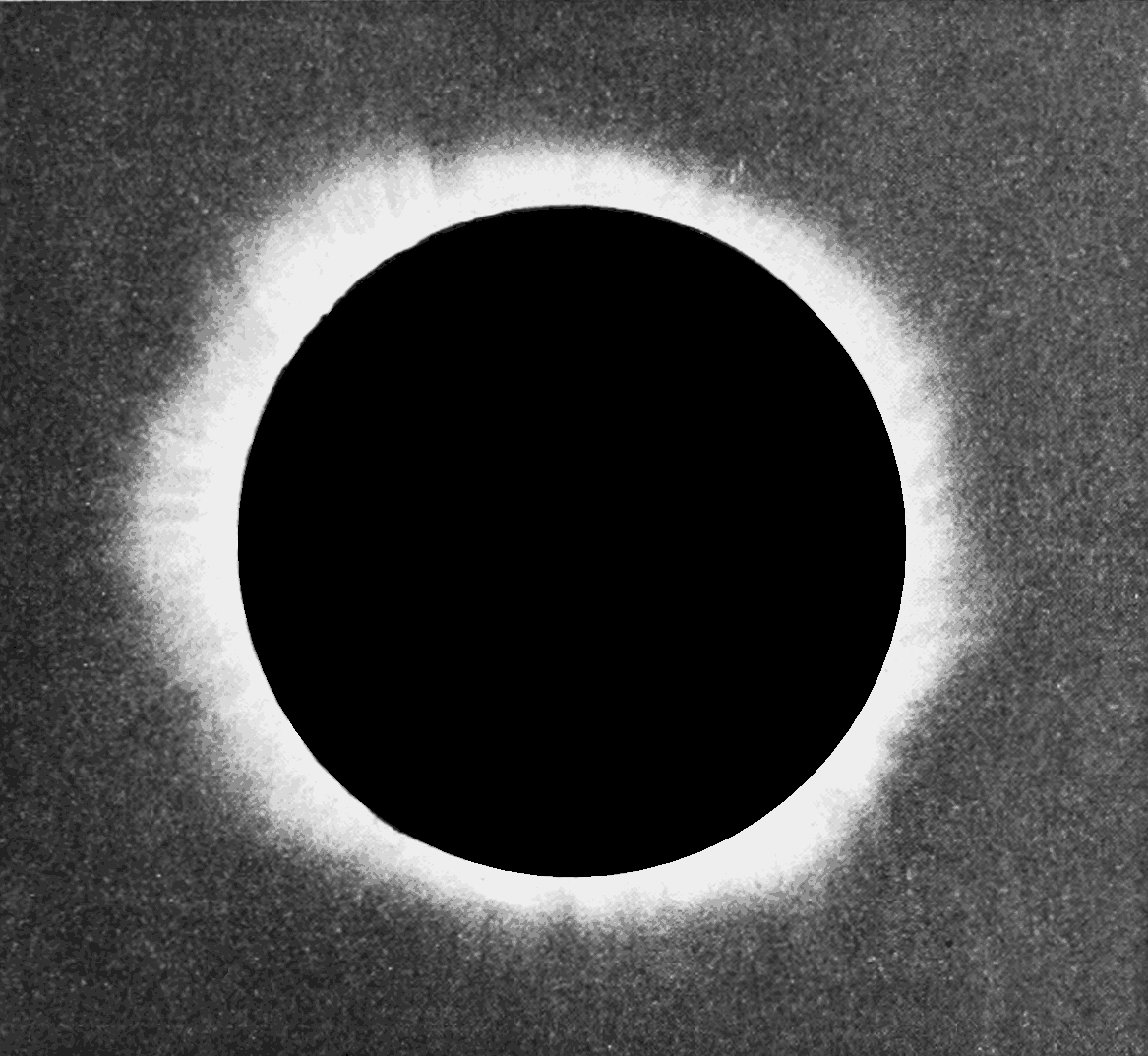
Coroana solară în timpul unei eclipse de Soare din Ciclul solar 13 (1893)

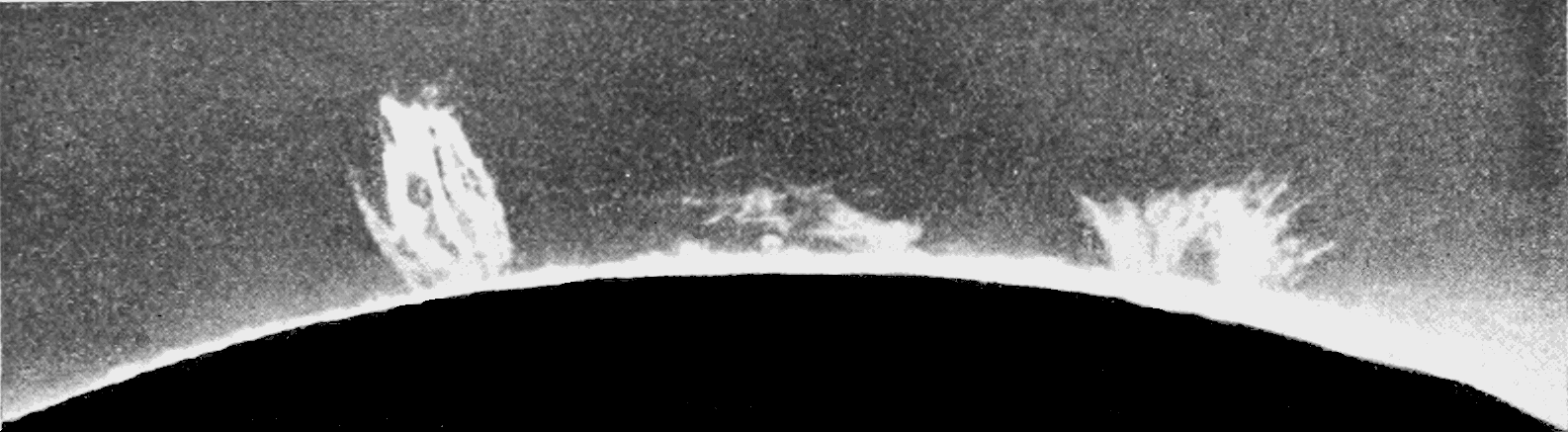
Protuberanțe solare observate în timpul eclipsei de Soare din 28 mai 1900, în Ciclul solar 13

Ciclul solar 13 a fost cel de-al treisprezecelea ciclu solar din 1755, când a început înregistrarea extensivă a activității petelor solare. Ciclul solar a durat 11,8 ani, începând în martie 1890 și terminând în ianuarie 1902. Numărul maxim de pete solare observate în timpul ciclului solar a fost de 146,5 (ianuarie 1894), iar minimul de început a fost de 8,3. În timpul tranzitului minim de la ciclul solar 13 la ciclul 14, au existat un total de 934 de zile fără pete solare.
În timpul ciclului solar 13 au avut loc o serie de evenimente intense de protoni solari, precum și furtuni geomagnetice, cum ar fi cea din septembrie 1898, care a afectat liniile de telegraf.